# 異世界 (日本作品類型)
異世界（日语：／ Isekai）是日本輕小說、漫画、动画、电子游戏的一種類型，有關作品以生活在地球上的普通人突然轉移或轉生到另一個世界（比如奇幻世界、平行世界、虚拟世界）的展開為特點；而穿越者們亦必須在穿越後適應或改變那個全新的世界。把人從「真實世界」帶入奇幻世界的劇情展開，能讓觀眾跟著主角的腳步去學習奇幻世界的各種事物。異世界題材的作品往往能歸類在奇幻、科學幻想、意外旅行、传送门幻想等作品類型底下。儘管「異世界」一詞通常用於形容日本的虛構作品，但其亦可用於形容其他國家的作品。
不少作品會把主角描繪成對平行世界有一點程度的了解，因為他們原本的世界就有人虛構出類近的世界。此外像《異世界四重奏》和《音速小子X》般的「逆異世界」作品則很多時候把主角描繪成對平行世界知之甚少。主角亦可在只有自己保有前世記憶或知識的情況下，穿越到一個完全不同的世界——《為美好的世界獻上祝福！》的和真和《關於我轉生變成史萊姆這檔事》的利姆路便是兩例。主角的穿越方式亦因作品而異：他們可能在死後轉生到另一個世界，或穿越到遊戲世界的例子（比如《轉生成女性向遊戲只有毀滅END的壞人大小姐》的卡塔莉娜）；亦有情況為主角因不小心踏進傳送點，而步入另一個世界（比如《千與千尋》的荻野千尋和《犬夜叉》的阿籬）。《記錄的地平線》、《OVERLORD》等作品則以「虚拟世界突然成真」這點作背景設定。

## 特徵
異世界之下可再細分作兩個子類型——異世界轉移（異世界転移）和異世界轉生（異世界転生）。前者於早期較為受歡迎，當中主角因各種原因（比如誤入、被召喚）而轉移到另一個世界；後者則於後期作品當中較為常見，當中主角在原本世界死了之後，因各種理由而轉生到另一個世界，或附身在另一個世界的人身上。由於轉生類作品經常把主角描繪成在上一個世界中因給货车撞死而轉生，所以此一橋段亦成為了網路迷因——當中網民會把一般貨車稱作「貨車君」。《為美好的世界獻上祝福！》曾對此進行惡搞，當中主角佐藤和真一度認為自己是因把馬上被貨車撞到的女生救開而身故，但後來發現自己是把拖拉机錯看成貨車而嚇得休克，最終死亡。
一些作品的穿越者在原本的世界中是尼特族、蟄居族、玩家（《無職轉生》、《NO GAME NO LIFE 遊戲人生》）。有的作品的穿越者則是在黑心企業中工作的上班族（比如《眾神眷顧的男人》的竹林龍馬）。他們在穿越後可能因在原本世界中顯得不為重要的知識技能，抑或特殊的技能裝備（比如只有自己擁有的遊戲介面），而大展所長。穿越者的能力因作品而異，從擁有深不見底的魔力（比如《帶著智慧型手機闖蕩異世界。》的望月冬夜）到只有在死去後再重新體驗相同時間的能力（比如《Re:從零開始的異世界生活》的菜月昴）。像《為美好的世界獻上祝福！》般的作品會惡搞這些常見元素。在一些例子中，主角在穿越後仍是普通人，但因在上一個世界中學習的各種技能，而得以大展身手。
儘管典型異世界作品的主角是「被選中的英雄」，但他們仍可以於作品中扮演其他角色——主角附身在小角色或壞人角色身上（比如《轉生成女性向遊戲只有毀滅END的壞人大小姐》的卡塔莉娜·庫萊耶思） 。在《漂流武士》當中，傳送到異世界的都是历史上的武將或軍事人物；《關於我轉生變成史萊姆這檔事》的主角以史萊姆的姿態轉生到異世界當中。一些故事的轉生者會轉生成各種死物，比如魔法溫泉、自動販賣機（《轉生成自動販賣機的我今天也在迷宮徘徊》）。《Re:CREATORS》等逆異世界作品則以異世界人轉移到現今地球為故事的展開。

## 歷史
古代日本文学作品便有類似於異世界的概念，民間故事浦島太郎就是一例。在故事中，浦島太郎因在海邊救了一隻海龜，而被帶到海底龍宮參觀幾天，但他從海底上岸後，卻發現陸地上已過了好幾百年。北山清太郎在1918年把之改編成同名动画電影。英語的传送门幻想（portal fantasy）小說亦為其前身，當中較为著名的例子有《爱丽丝梦游仙境》（1865年）、《康州美國佬大鬧亞瑟王朝》（1889年）、《绿野仙踪》（1900年）、《彼得潘》（1902年）、《納尼亞傳奇》（1950年）。

### 現代日本作品
可以歸類為異世界類型的早期動畫和漫畫作品有《聖戰士DUNBINE》（1983年）、魔神英雄傳系列（1988年）、《NG騎士檸檬汽水&40》（1990年）、《夢幻遊戲》（1992年）、《妖精狩獵者》（1994年）、《神秘的世界》（1995年），當中主角皆會以原本的姿態進入另一個世界。1990年代的《十二國記》（1992年）、《魔法騎士》（1993年）、《YU-NO 在這世界盡頭詠唱愛的少女》（1996年）、《犬夜叉》（1996年）、《此时此刻的我》（1999年）、《數碼寶貝大冒險》（1999年）都可歸作異世界作品。
《月亮》（1997年）、《數碼寶貝大冒險》（1999年）、《.hack》（2002年）是首批為異世界加添虚拟世界元素的作品。《刀劍神域》（2002年）於後來為之進行進一步的拓展。2000年代亦出現了一部名為《阿倍野桥魔法商店街》的異世界動畫作品。
在2000年代，日本出現一部爆紅的異世界作品《零之使魔》（2004年），當中男主角平賀才人從地球的日本東京召喚至奇幻世界，並成為女主角露易絲的使魔。《零之使魔》吸引不少人創作異世界類型的網絡小說和輕小說 ，並令網站成為小說家吧更廣為人知。到了2000年代後期，成為小說家吧上湧現大量《零之使魔》的同人小說，最終使得一股統稱為「成為系」的異世界小說流派得以誕生。《零之使魔》的同人小說作者最終開始撰寫各種各樣的異世界原創小說，《Re:從零開始的異世界生活》（2012年）的著者長月達平便是其中之一。2012年，《刀劍神域》推出改編動畫一事，令成為小說家吧上的異世界小說數量出現大幅增長。及後不少在成為小說家吧上連載的小說被改編成動畫。異世界一詞就在這個時間誕生。
後來，像《騎士&魔法》（2010年）和《幼女戰記》（2013年）般的小說為異世界作品引入主角死後於異世界轉生的概念。在这一概念中最具影响力的小说是在成為小說家吧上連載的《無職轉生～到了異世界就拿出真本事～》（2012年），它在确立了许多異世界作品範式的同時，亦普及了「異世界轉生」的橋段。《無職轉生》是成為小說家吧上的人氣小說，以及眾多異世界作家的參考對象。
到了2016年，有鑑於太多人會選擇去寫異世界小說的關係，所以由文學Free Market和成為小說家吧合辦的日本短篇小说大赛訂明，禁止參賽者以異世界小說去參賽。角川書店同於2017年的輕小說大賽上禁止這類作品參賽。2021年5月，角川宣佈將於兩個月後在角川武藏野博物館開設「異世界博物館」。

### 其他國家
異世界（：／ Isegye）亦為大韓民國眾多網絡小說、Webtoon、漫畫的一種類型。它們很多都能透過翻譯版輸出海外，獲得跟日本異世界作品不相上下的人氣。融合奇幻（： Pyujeon pantaji）是一種融合了奇幻和武侠文化的作品類型，在當地其意義等同於日本的異世界。
儘管異世界一詞通常用於形容日本的虛構作品，但其亦可用於形容其他國家的作品，比如《功夫之王》（2008年中國與美國）、《一級玩家》（2011年美國）、《電子世界爭霸戰》 （1982年美國）、《魔幻迷宮》（1986年英國與美國）、《魔誡英豪》（1992年美國）、《超级马里奥兄弟》（1993年美國）、《逃出魔幻紀》（1995年美國）、（1996年美國）、《鏡子面具》（2005年美國）都可以異世界形容之。迪士尼推出了两部广受好评的異世界动画电视劇系列——《奇幻沼澤》和《猫头鹰之屋》。
在俄罗斯，圣彼得堡地区法院於2021年根据俄罗斯联邦行政犯罪法禁止多部日本动畫在该国网络放映。针对被禁止的异世界题材作品《為美好的世界獻上祝福！》，法院特别批评异世界作品鼓吹轮回后的死后生活比现实更有趣和充实是不负责任的说法，并认为这可能鼓吹儿童和青少年自杀，从而危害他们的健康和成长。